# 施泰纳
施泰纳（德語：Steina）是德国萨克森州的市镇，隶属于包岑县。总面积为12.51平方千米，截至2023年12月31日总人口为1,656人。